# Bruno Marziano
Bruno Marziano (Noto, 4 ottobre 1952) è un politico italiano, presidente della Provincia di Siracusa dal 1998 al 2008.

## Biografia
È stato un esponente del Partito Comunista Italiano, di cui dirigente provinciale a Siracusa con vari incarichi dal 1975 al 1988. Ha militato sindacalmente nella CGIL, di cui è stato segretario provinciale dal 1994 al 1998.
Viene eletto per il centrosinistra presidente della Provincia di Siracusa nel 1998 (vincendo al ballottaggio), è poi stato riconfermato per il secondo mandato nel 2003 (elezioni del 25 maggio), raccogliendo il 61,5% dei voti in rappresentanza di una coalizione di centrosinistra.
È sostenuto, in Consiglio provinciale, da una maggioranza costituita da: DS, Margherita, UDEUR, SDI, Comunisti Italiani, PRC, Verdi, Italia dei Valori. Il mandato amministrativo è scaduto nel 2008.
Nel 2008 è stato eletto deputato all'Assemblea regionale siciliana con 11.225 voti di preferenza nelle liste del PD, venendo poi confermato nel 2012 con 5.657 voti.
Il 4 novembre 2015 è stato nominato assessore regionale all'istruzione e alla formazione professionale dal Presidente della Regione Siciliana Rosario Crocetta.